# Saint-Jean-Soleymieux
Saint-Jean-Soleymieux is een gemeente in het Franse departement Loire (regio Auvergne-Rhône-Alpes) en telt 779 inwoners (2005). De plaats maakt deel uit van het arrondissement Montbrison.

## Geografie
De oppervlakte van Saint-Jean-Soleymieux bedraagt 16,7 km², de bevolkingsdichtheid is 46,6 inwoners per km².
De onderstaande kaart toont de ligging van Saint-Jean-Soleymieux met de belangrijkste infrastructuur en aangrenzende gemeenten.

## Demografie
Onderstaande figuur toont het verloop van het inwonertal (bron: INSEE-tellingen).